# Bonny Doon (Kalifornija)
Bonny Doon je naseljeno područje za statističke svrhe u američkoj saveznoj državi Kalifornija. Prema popisu stanovništva iz 2010. u njemu je živjelo 2,678 stanovnika.